# Brapci

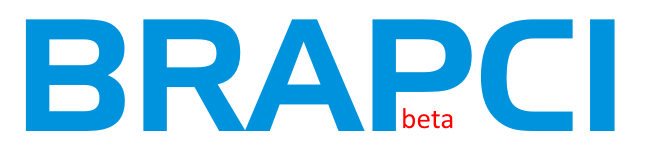
Logotipo Brapci

A Base de Dados em Ciência da Informação (Brapci) é o produto de informação do projeto de pesquisa “Opções metodológicas em pesquisa: a contribuição da área da informação para a produção de saberes no ensino superior”, cujo objetivo é subsidiar estudos e propostas na área de Ciência da Informação, fundamentando-se em atividades planejadas institucionalmente. Com esse propósito, foram identificados os títulos de Periódicos científicos da área de Ciência da informação (CI) e indexados seus artigos, constituindo-se a base de dados referenciais. A Brapci amplia o espaço documentário permitido ao pesquisador, facilita a visão de conjunto da produção na área, ao mesmo tempo, que revela especificidades do domínio científico.
Originalmente coordenada pela Profa. Dra. Leilah Santiago Bufrem do Departamento de Gestão da Informação da Universidade Federal do Paraná, a base ganhou visibilidade com sua disponibilização na Internet a partir de 2008 (BUFREM, COSTA e GABRIEL JUNIOR, 2010). A partir de 2016 a Brapci foi transferida para a Universidade Federal do Rio Grande do Sul onde passou a integra o projeto de pesquisa “Desenvolvimento de uma metodologia para incorporação dos modelos de web semântica e FRBR na base de dados Brapci”. Este projeto possibilitou a incorporação de novas funcionalidades e a conversão dos dados da base de dados em uma estrutura Resource Description Framework (RDF). Esta modificação na estrutura da base possibilita integração com ferramentas de Linked data e SPARQL.
Ao longo de praticamente dez anos disponível na Internet, a Brapci proporcionou, segundo o Google Analytics, acesso à informação para mais de 824.805 usuários com 4.093.041 milhões de artigos visualizadas, considerando que 99% do acesso e do Brasil e países de língua portuguesa. Considerando os últimos seis meses de 2019, a Brapci teve uma média mensal de acesso acima de 13.000 usuários.
Os perfis dos usuários são de estudantes de cursos de graduação e pós-graduação na área de informação, bem como de docentes, pesquisadores e profissionais. Sobre a indexação de fontes, até março de 2020, a base indexava 68 revistas brasileiras, 14 da América Latina, Caribe e Europa e três eventos, com mais de 35.000 trabalhos  e 22.500 autores.

## Revistas Indexadas
- Revista Acervo - Revista do Arquivo Nacional
- Ágora
- Archeion Online
- Arquivística.net
- Arquivo & Administração
- AtoZ: Novas Práticas em Informação e Conhecimento
- Bibliocanto
- Biblionline
- Biblios (Peru)
- Biblioteca Escolar em Revista
- Biblioteca Universitária (México)
- Bibliotecas Universitárias: pesquisas, experiências e perspectivas
- Bibliotecas. Anales de Investigación (Cuba)
- BIBLOS - Revista do Instituto de Ciências Humanas e da Informação
- Boletín del Instituto de Investigaciones Bibliográficas (México)
- Brazilian Journal of Information Science
- Cadernos BAD
- Cadernos de Biblioteconomia
- CAJUR - Caderno de Informações Juridicas
- Ciência da Informação
- Ciência da Informação em Revista
- Ciencias de la Información (Cuba)
- Comunicação & Informação
- Convergência em Ciência da Informação
- CRB8 Digital
- DataGramaZero
- e-Ciencias de la Información
- Em Questão
- Encontros Bibli: Revista Eletrônica de Biblioteconomia e Ciência da Informação
- Estudos Avançados em Biblioteconomia e Ciência da Informação
- Hipertext.net
- Huellas en papel
- InCID: Revista de Ciência da Informação e Documentação
- Inclusão Social
- Infociência
- Informação & Informação
- Informação & Sociedade: Estudos
- Informação & Tecnologia
- Informação Arquivística
- Informação em Pauta
- Informação@Profissões
- Informare: Cadernos do Programa de Pós-Graduação em Ciência da Informação
- IRIS - Revista de Informação, Memória e Tecnologia
- Liinc em revista
- Logeion: filosofia da informação
- Memória e Informação
- Métodos de información (Espanha)
- Múltiplos Olhares em Ciência da Informação
- Páginas A&B, Arquivos e Bibliotecas (Portugal)
- Palabra Clave (Argentina)
- Perspectivas em Ciência da Informação
- Perspectivas em Gestão & Conhecimento
- Pesquisa Brasileira em Ciência da Informação e Biblioteconomia
- Ponto de Acesso
- Prisma.com (Portugual)
- Revista ACB: Biblioteconomia em Santa Catarina
- Revista Alexandria (Peru)
- Revista Analisando em Ciência da Informação
- Revista Bibliomar
- Revista Brasileira de Biblioteconomia e Documentação
- Revista Brasileira de Educação em Ciência da Informação
- Revista Cajueiro
- Revista Conhecimento em Ação
- Revista Cubana de Información en Ciencias de la Salud (Cuba)
- Revista da Escola de Biblioteconomia da UFMG
- Revista de Biblioteconomia & Comunicação
- Revista de Biblioteconomia de Brasília
- Revista de Estudos do Discurso, Imagem e Som - Policromias
- Revista Digital de Biblioteconomia & Ciência da Informação
- Revista do Departamento de Biblioteconomia e História
- Revista Eletrônica de Comunicação, Informação e Inovação em Saúde
- Revista Eletrônica Informação e Cognição
- Revista Folha de Rosto
- Revista Fontes Documentais
- Revista Ibero-Americana de Ciência da Informação
- Revista Informação na Sociedade Contemporânea
- Revista Interamericana de Bibliotecología (Colombia)
- Revista Latinoamericana de Documentacion
- Revista Online da Biblioteca Prof. Joel Martins
- Revista P2P e INOVAÇÃO
- Tendências da Pesquisa Brasileira em Ciência da Informação
- Transinformação

## Eventos indexados
- Congresso de Gestão Estratégica da Informação, Empreendedorismo e Inovação
- Encontro Brasileiro de Bibliometria e Cientometria
- Encontro Nacional de Pesquisa em Ciência da Informação
- Fórum de Estudos em Informação, Ciência e Sociedade
- ISKO Brasil
- Seminário de Informação, Tecnologia e Inovação
- Seminário Internacional de Informação, Tecnologia e Inovação
- Workshop de Informação, Dados e Tecnologia